# Куп Србије у фудбалу 2007/08.
Фудбалски куп Србије 2007/08. под именом Лав куп Србије одржао се у организацији Фудбалског савеза Србије, а други пут под покровитељством „Карлсберг Србија“, који је за ову годину направио нови пехар за победника и повећао новчани фонд награда на 250.000 евра. У финалу Купа, одржаном 7. маја 2008, победник је био ФК Партизан и добио је 60.000 евра, а награде су додељене и најбољем играчу, стрелцу и судији.
У шеснаестини финала која се одиграла, 26. септембра 2007. учествовала су 32 клуба, од тога 12 из Меридиан Супер лиге, 15 из Прве лиге Телеком Србија и пет клубова нижег ранга који су прошли предтакмичење.

## Предтакмичење Купа Србије у фудбалу
5. септембар
| Утак. | Клуб, Место             | Резултат                   | Клуб, Место       |
| ----- | ----------------------- | -------------------------- | ----------------- |
| 1.    | Синђелић, Ниш           | 2 : 2 (1 : 0) пенали 7: 5  | Динамо, Врање     |
| 2.    | БАСК Београд            | 1 : 1 (0 : 1) пенали 4 : 2 | Обилић, Београд   |
| 3.    | Мокра Гора, Зубин Поток | 3 : 0 (1 : 0)              | Слога, Краљево    |
| 4.    | Биг Бул, Бачинци        | 2 : 4 (1 : 1)              | Спартак, Суботица |
| 5.    | Телеоптик, Београд      | 2 : 0 (0 : 0)              | Мачва, Шабац      |

Клубови нижег ранга : БАСК (Београд), Биг Бул (Бачинци), Мокра Гора (Зубин Поток), Синђелић, (Ниш) и Телеоптик (Београд), су у шеснаестини финала приликом извлачења имали предност домаћег терена.
Извлачење парова за шеснаестину финала обављено у суботу, 15. септембра 2007. у 11 часова у просторијама Међународног експоцентра Београд, у Новом Београду. У шеснаестини и осминифинала играла се само једна утакмица. У случалу нерешеног резултата у регуларном времену, одмах се изводе једанаестерци
Шеснаестина финала се игрла 26. септембра, осмина финала 24. октобра, четвртфинале
19. марта 2008, полуфинале 16. априла, и финале 7. маја.

## Резултати

### Шеснаестина финала
26. септембар
| Утак. | Клуб, Место             | Резултат                   | Клуб, Место             |
| ----- | ----------------------- | -------------------------- | ----------------------- |
| 1     | Хајдук, Кула            | 4 : 1 (1 : 0)              | Раднички, Пирот         |
| 2.    | Јавор Хабитфарм Ивањица | 3 : 0 (2 : 0)              | Младост Лучани          |
| 3.    | ОФК Београд, Београд    | 2 : 0 (1 : 0)              | Младеновац, Младеновац  |
| 4.    | Власина, Власотинце     | 2 : 1 (0 : 0)              | Вождовац, Београд       |
| 5.    | Биг Бул, Бачинци        | 2 : 4 (1 : 1)              | Чукарички, Београд      |
| 6.    | Синђелић, Ниш           | 1 : 0 (0 : 0)              | БСК, Борча              |
| 7.    | Бежанија, Београд       | 3 : 1 (1 : 1)              | ФК ЧСК Пивара Челарево  |
| 8.    | Инђија, Инђија          | 3 : 2 (2 : 0)              | Војводина, Нови Сад     |
| 9.    | Напредак, Крушевац      | 4 : 0 (2 : 0)              | БАСК, Београд           |
| 10.   | Младост, Апатин         | 1 : 2 (1 : 2)              | Срем, Сремска Митровица |
| 11.   | Раднички, Ниш           | 2 : 0 (2 : 0)              | Борац, Чачак            |
| 12.   | Нови Пазар, Нови Пазар  | 0 : 3 (0 : 0)              | Смедерево, Смедерево    |
| 13.   | Банат, Зрењанин         | 2 : 2 (1 : 1) пенали 5 : 4 | Севојно, Севојно        |
| 14.   | Мокра Гора, Зубин Поток | 1 : 1 (0 : 1) пенали 3 : 5 | Земун, Београд          |
| 15.   | Телеоптик, Београд      | 1 : 2 (0 : 2)              | Црвена звезда, Београд  |
| 16.   | Партизан, Београд       | 4 : 1 (2 : 0)              | Рад, Београд            |

Победници су се пласирали у осмину финала, која ће се играти 24. октобра. Извлачење парова за осмину финала ће се обавити у уторак 9. октобра. Играће се само један меч Пердност домаћег терена имаће екипе, које су шеснестини финала победиле у гостима. У случалу нерешеног резултата на крају регуларног времена, одмах се изводе једанаестерци

## Осмина финала
24. октобар
| Утак. | Клуб, Место             | Резултат                   | Клуб, Место             |
| ----- | ----------------------- | -------------------------- | ----------------------- |
| 1     | Синђелић, Ниш           | 2 : 0 (1 : 0)              | Бежанија, Београд       |
| 2.    | Инђија, Инђија          | 0 : 2 (0 : 0)              | ОФК Београд, Београд    |
| 3.    | Срем, Сремска Митровица | 0 : 3 (0 : 1)              | Партизан, Београд       |
| 4.    | Хајдук, Кула            | 0 : 1 (0 : 0)              | Јавор Хабитфарм Ивањица |
| 5.    | Раднички, Ниш           | 0 : 1 (0 : 0)              | Банат, Зрењанин         |
| 6.    | Земун, Београд          | 1 : 1 (0 : 0) пенали 6 : 5 | Власина, Власотинце     |
| 7.    | Смедерево, Смедерево    | 1 : 1 (1 : 0) пенали 3 : 5 | Чукарички, Београд      |
| 8.    | Црвена звезда, Београд  | 3:1                        | Напредак, Крушевац      |

Победници су се пласирали у четвртфинале, које се одиграло 19. марта. Извлачење парова за четвртфинале се обавило у четвртак 28. фебруара. Пропозиција такмичења за сезону 2007/08. је да се победничке екипе осмине финала поделе у два „шешира“. У првом, квалитетнијем, биће Црвена звезда, Партизан, ОФК Београд и ФК Банат, а у другом Јавор, ФК Чукарички, ФК Земун и Синђелић. У четвртфиналу се не могу сусрести екипе из истих „шешира“.
Уколико би по завршетку утакмице резултат био нерешен одмах би се приступило извођењу једанаестераца. Утакмице полуфинала играле су се 16. априла, а финални сусрет је заказан за 7. мај.

## Четвртфинале
19. март
| Утак. | Клуб, Место          | Резултат     | Клуб, Место             |
| ----- | -------------------- | ------------ | ----------------------- |
| 1     | ОФК Београд, Београд | 1:1 пен. 4:3 | Јавор Хабитфарм Ивањица |
| 2.    | Партизан, Београд    | 5 : 1        | Синђелић, Ниш           |
| 3.    | Чукарички, Београд   | 1:1 пен. 0:3 | Црвена звезда, Београд  |
| 4.    | Земун, Београд       | 1 : 0        | Банат, Зрењанин         |

Победници су се пласирали у полуфинале. Занимљиво је да су све четири екипе из Београда. Жреб за утакмице полуфинала се обавио 28. марта у хотелу Шумарице у Крагујевцу са почетком у 12 часова. Утакмице су се одиграле 16. априла, док је финале заказано за 7. мај. У случају да се утакмица у полуфиналу завршила нерешено, изводили би се једанаестерци, без продужетака.

## Полуфинале
16. април
| Утак. | Клуб, Место    | Резултат     | Клуб, Место          |
| ----- | -------------- | ------------ | -------------------- |
| 1     | Земун, Београд | 1:1 пен. 4:3 | ОФК Београд, Београд |
| 2.    | Црвена звезда  | 2:3          | Партизан, Београд    |

## Финале
7. мај, стадион Партизана
| Утак. | Клуб, Место       | Резултат | Клуб, Место    | Стрелци                     | Стадион   | Гледалаца |
| ----- | ----------------- | -------- | -------------- | --------------------------- | --------- | --------- |
| 1     | Партизан, Београд | 3:0      | Земун, Београд | Ламин Дијара 12‘, 41¹, 90+2 | Партизана | 13.950    |

| Победник Купа Србије у фудбалу 2007/08. |
| --------------------------------------- |
| ФК Партизан 1. титула                   |

| Домаћи клуб                             | Резултат | Гостујући клуб |
| --------------------------------------- | --- | --- |
| ФК Земун                                | 0 - 3 | ФК Партизан |
| Датум                                   | 7. мај 2008. | 7. мај 2008. |
| Стадион                                 | Стадион Партизана, Београд | Стадион Партизана, Београд |
| Гледалаца                               | 13,950 (капацитет 32,887) | 13,950 (капацитет 32,887) |
| Судија                                  | Драган Крстић (Београд) | Драган Крстић (Београд) |
| ФК Земун (тренер: Слободан Кустудић)    | Јовшић, Цвејић (Миличић 74'), Ивановић (Вранић 57'), Јовановић, Митровић, Јандрић, Мијаиловић (Лекић 57'), Тодоров (Дејан Јоксимовић), Живановић, Срећо, Златковић | Јовшић, Цвејић (Миличић 74'), Ивановић (Вранић 57'), Јовановић, Митровић, Јандрић, Мијаиловић (Лекић 57'), Тодоров (Дејан Јоксимовић), Живановић, Срећо, Златковић |
| ФК Партизан (тренер: Славиша Јокановић) | Божовић, Малетић, Ђорђевић, Рнић, Обрадовић, Жука (Митровић 58'), Мореира (Стјепановић 73'), Лазић, Тошић, Дијара, Јоветић (кап.) (Чадиковски 87')                 | Божовић, Малетић, Ђорђевић, Рнић, Обрадовић, Жука (Митровић 58'), Мореира (Стјепановић 73'), Лазић, Тошић, Дијара, Јоветић (кап.) (Чадиковски 87')                 |
| Стрелци                                 | 0-1 Дијара 12', 0:2 Дијара 41', 0:3 Дијара 90+2' | 0-1 Дијара 12', 0:2 Дијара 41', 0:3 Дијара 90+2' |

## Резултати освајача купа уУЕФА купу 2008/09
Пошто је екипа Партизана освојила и Првенство и Куп играла је у Лиги шампиона 2008/09 тако да је првобитно требало да у првом колу квалификација за Куп УЕФА 2008/09. игра ФК Земун, као финалиста Куп Србије у фудбалу 2007/08., али му УЕФА није издала дозволу због лошег финансијског стања клуба, па је то место заузела четвртопласирана екипа из Суперлиге Борац из Чачака